# Eymoutiers
 Eymoutiers  (en occitano Aimostier) es una población y comuna francesa, situada en la región de Lemosín, departamento de Alto Vienne, en el distrito de Limoges. Es el chef-lieu del cantón de su nombre.

## Demografía
| 3195 | 3108 | 2933 | 2635 | 2441 | 2115 | 2055 |
| Para los censos de 1962 a 1999 la población legal corresponde a la población sin duplicidades (Fuente: INSEE [Consultar]) |      |      |      |      |      |      |